# Хубдара (Раштский район)
Хубдара (тадж. Хубдара) — деха́ (сельский населённый пункт) в Раштском районе Таджикистана. Входит в состав сельской общины (джамоата дехота) Рахимзода. Расстояние от села до центра района (пгт Гарм) — 30 км, до центра джамоата (село Санги-Малики) — 8 км. Население — 19 человек (2017 г.), таджики. Население в основном занято сельским хозяйством (животноводство и растениводство). Земли орошаются главным образом водами горных источников.